# جاربيدج
جاربيدج (بالإنجليزية: Jarbidge)‏ هو تجمع سكني غير مدخل في مقاطعة إلكو في ولاية نيفادا الأمريكية.  تقع في الجزء السفلي من وادي نهر جاربيدج قرب الطرف الشمالي من جبال جاربيدج، وتقع في منطقة جاربيدج رانجر من غابات هومبولت تويابي الوطنية وتقع قرب الحافة الشمالية الغربية من براري جاربيدج، على بعد حوالي 10 أميال جنوب الحدود مع آيداهو. الرمز البريدي لجاربيدج هو 89826. 
تتبع جاربيدج بقية نيفادا (باستثناء مدينة ويست ويندوفر) رسميا منطقة المحيط الهادئ الزمنية،  ولكنها تتبع بشكل غير رسمي المنطقة الزمنية الجبلية، إلى جانب مع غيرها من المدن الحدودية مع آيداهو مثل جاكبوت، وماونتن سيتي وأويهي، نظرا لقربها من مدن جنوب آيداهو، وتواصلها معها بشكل أكبر.